# 14 februarie
ianuarie • februarie • martie  • aprilie  • mai  • iunie  • iulie  • august  • septembrie  • octombrie  • noiembrie  • decembrie
14 februarie este a 45-a zi a calendarului gregorian. Mai sunt 320 de zile până la sfârșitul anului (321 de zile în anii bisecți).

## Evenimente

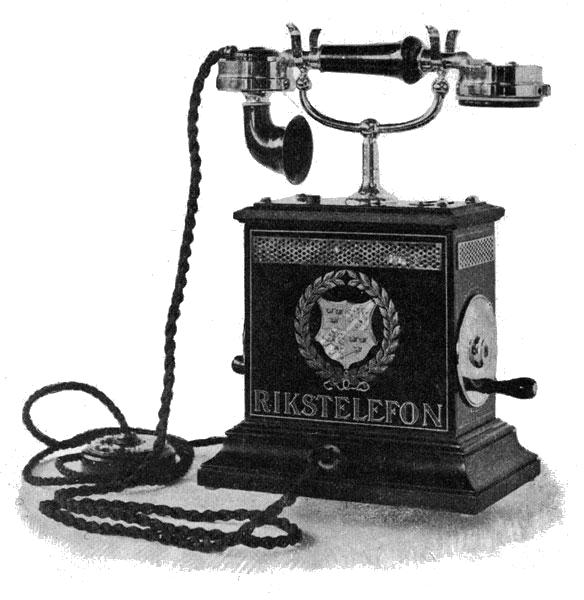
1876: Alexander Graham Bell a aplicat pentru un brevet pentru inventarea telefonului cu două ore înainte ca Elisha Gray să facă același lucru. Mai târziu abia s-a descoperit că aparatul descris de Gray ar fi funcționat corect, în timp ce aparatul patentat de Bell nu ar fi funcționat în varianta inițială.

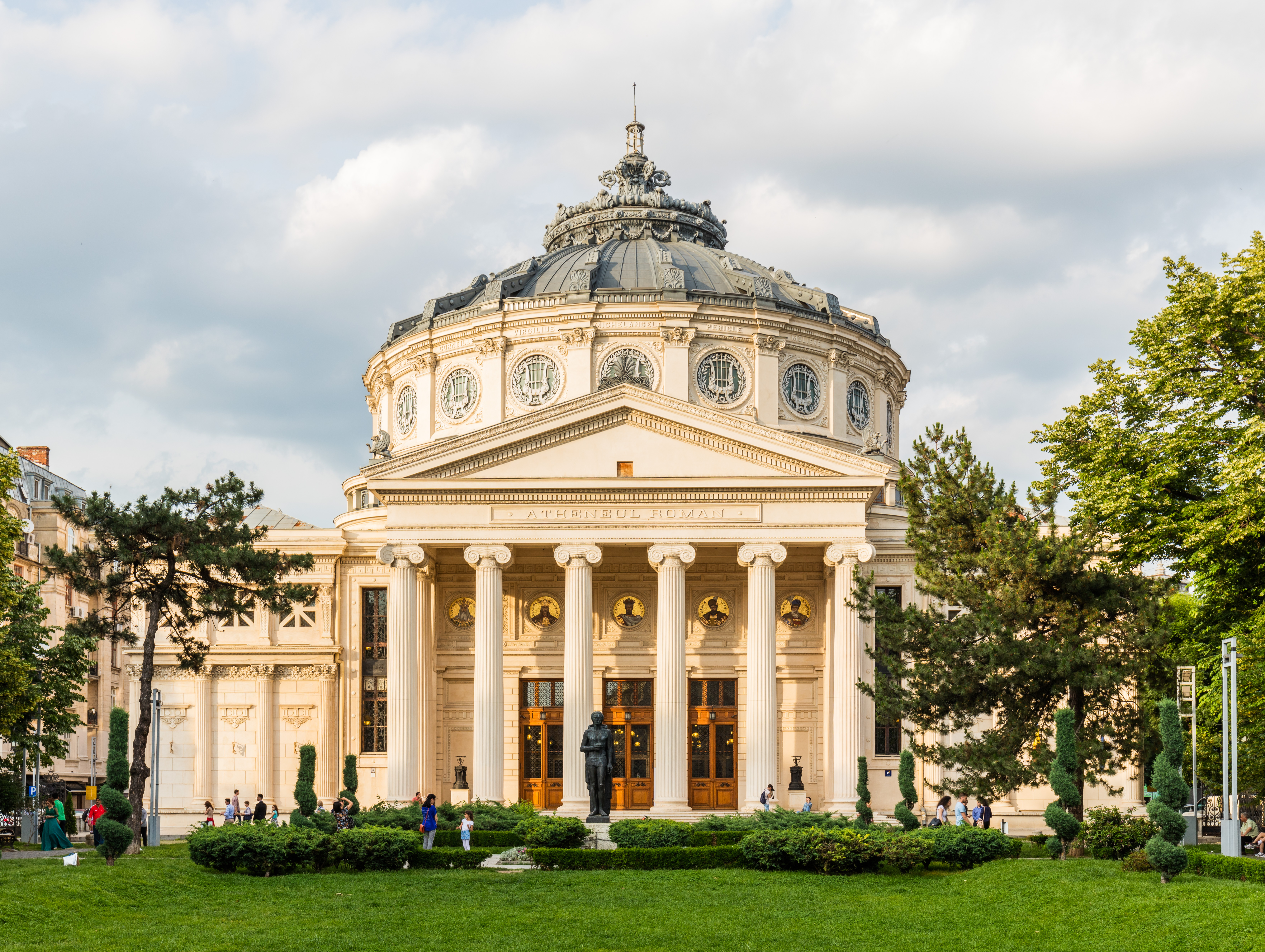
1888: Se inaugurează Ateneul Român.

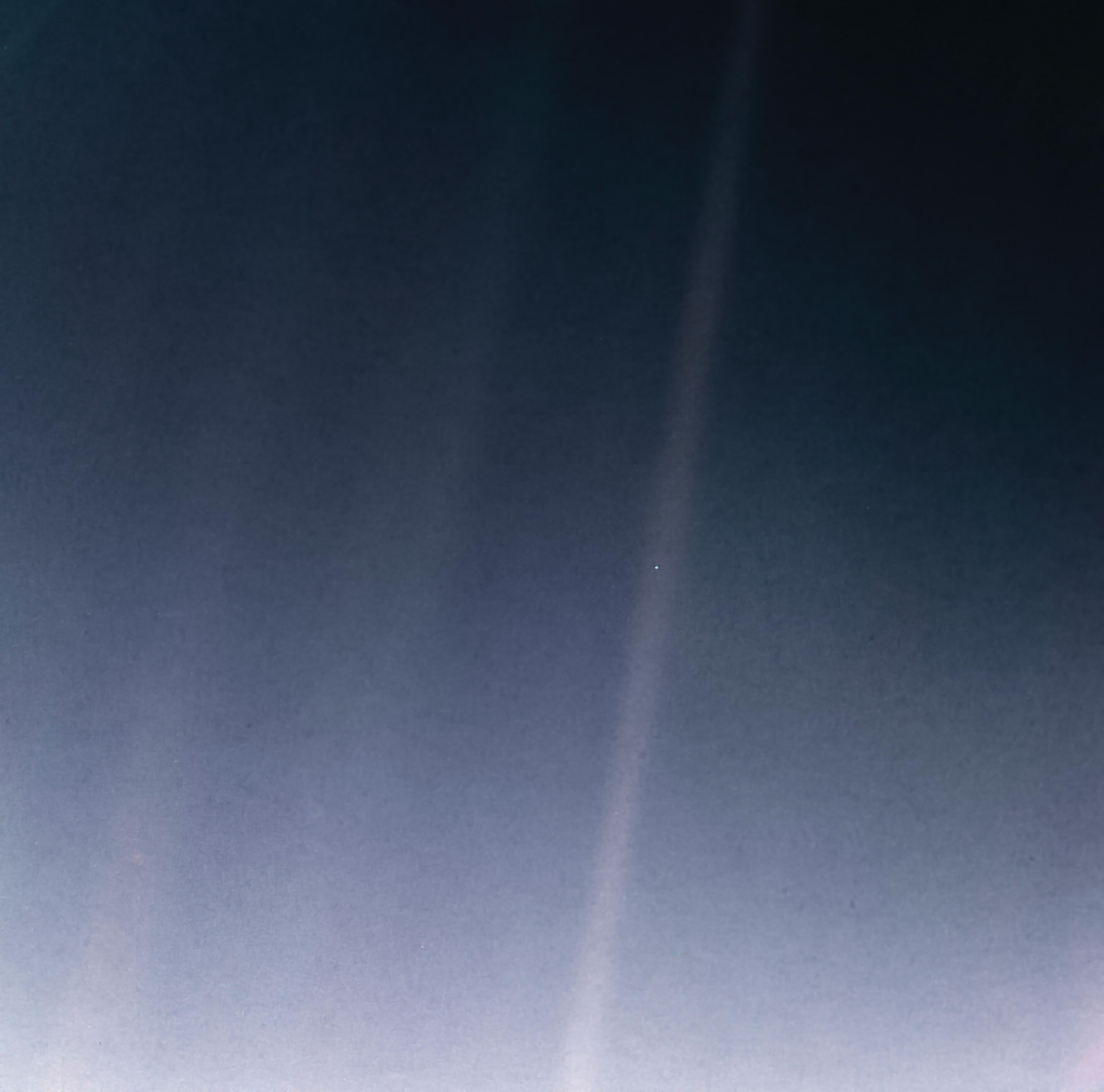
1990: Sonda spațială Voyager 1 fotografiază Terra de la distanță record de aproximativ 6 miliarde de kilometri. Mai târziu devine faimoasă sub numele de Un punct azuriu.

2005: Lansare YouTube

- 748: Revoluția Abbasida: Rebelii Hashimi din Abu Muslim Khorasani iau Merv, capitala provinciei Umayyad Khorasan, marcând consolidarea revoltei Abbasid.
- 842: Charles Chel și Louis, depun jurământul de la Strasbourg în limbile franceză și germană.
- 1014: Papa Benedict al VIII-lea îl încoronează pe Henric de Bavaria, rege al Germaniei și al Italiei, ca Sfânt Împărat Roman.
- 1076: Papa Grigore al VII-lea anatemizează pe episcopii reuniți în sinodul de la Worms și îl excomunică pe împăratul Henric al IV–lea. Prin acest act, supușii au fost dezlegați de jurământul de credință prestat regelui.
- 1130: Este ales Papa Inocențiu al II-lea.
- 1349: Câteva sute de evrei sunt arși de vii, de către mulțimi, în timp ce evreii rămași sunt forțat înlăturați din Strasbourg.
- 1400: Richard al II-lea al Angliei moare, cel mai probabil din cauza foametei, în Castelul Pontefract, la ordinul lui Henry Bolingbroke.
- 1530: Conquistadores spaniol, condus de Nuño de Guzmán, îl execută pe Tangaxuan al II-lea, ultimul monarh independent al statului Tarascan, în centrul actual al Mexicului.
- 1556: Încoronarea lui Jalaluddin Muhammad Akbar.
- 1556: Thomas Cranmer este declarat eretic.
- 1778: Steagul Statelor Unite este recunoscut oficial de o navă străină pentru prima dată când amiralul francez, Toussaint-Guillaume Picquet de la Motte, face un salut de nouă ori pentru USS Ranger comandat de John Paul Jones.
- 1779: Războiul revoluționar american: Bătălia de la Kettle Creek se desfășoară în Georgia.
- 1779: James Cook este ucis de nativi hawaieni în apropiere de Kealakekua, Hawaii.
- 1797: Războiul revoluționar francez: Bătălia de la Capul Sf. Vincent: John Jervis (mai târziu primul conler al Sfântului Vincent) și Horatio Nelson (mai târziu primul Viscount Nelson) conduc British Royal Marine la victoria asupra unei flote spaniole în acțiune lângă Gibraltar.
- 1804: Karađorđe conduce Prima Revolta Sârbă împotriva Imperiului Otoman.
- 1831: Rasie Marye de Yejju marchează în Tigray și învinge și ucide pe Dejazmach Sabagadis în bătălia de la Debre Abbay.
- 1835: Cvorumul inițial al celor doisprezece apostoli, în mișcarea Sfântului Zile din urmă, se formează în Kirtland, Ohio, Statele Unite.
- 1851: S-a înființat, la Paris, Junimea română, societate politică și culturală a tinerilor studenți români din Paris, îndrumați de Nicolae Bălcescu și Constantin Alexandru Rosetti.
- 1859: Oregonul devine cel de-al 33-lea stat al Statelor Unite ale Americii.
- 1876: Alexander Graham Bell a aplicat pentru un brevet pentru inventarea telefonului cu două ore înainte ca Elisha Gray să facă același lucru. Mai târziu abia s-a descoperit că aparatul descris de Gray ar fi funcționat corect, în timp ce aparatul patentat de Bell nu ar fi funcționat în varianta inițială.
- 1888: A fost inaugurat Ateneul Român. Clădirea a fost construită între anii 1886 și 1888, prin stăruința lui Constantin Esarcu, după planurile arhitectului francez A. Galleron, pe bază de subscripție publică, sub lozinca „Dați un leu pentru Ateneu".
- 1912: Arizona a devenit cel de-al 48-lea stat al Statelor Unite ale Americii.
- 1918: Uniunea Sovietică adoptă calendarul gregorian (la 1 februarie conform calendarului iulian).
- 1924: A fost fondată corporația IBM.
- 1929: Înființarea Camerelor de comerț și de industrie din România.
- 1946: A început să funcționeze primul calculator electronic ENIAC, conceput în 1943, la Universitatea din Pennsylvania.
- 1952: Jocurile Olimpice de Iarnă se deschid la Oslo, Norvegia.
- 1956: La Moscova, începe al XX-lea Congres al Partidului Comunist al Uniunii Sovietice. În ultima noapte a reuniunii, premierul Nikita Hrușciov a condamnat crimele lui Iosif Stalin într-un discurs secret.
- 1961: Istoria descoperirii elementelor chimice - Elementul 103, Lawrenciu, este sintetizat pentru prima dată la Univeristatea din California.
- 1966: În publicația „New York Times" a apărut „Apelul către poporul și Congresul SUA", prin care profesorii din 69 de universități cereau încetarea intervenției americane în Vietnam.
- 1980: Jocurile Olimpice de Iarnă se deschid la Lake Placid, New York, Statele Unite.
- 1990: Sonda spațială Voyager 1 fotografiază Terra de la distanță record de aproximativ 6 miliarde de kilometri. Mai târziu devine faimoasă sub numele de Un punct azuriu.
- 1992: România a stabilit relații diplomatice cu Republica Belarus.
- 1994: Aderarea Bulgariei la Parteneriatul pentru Pace.
- 1994: Cu ocazia vizitei oficiale la București a președintelui croat, Franjo Tudjman, a fost semnat „Tratatul de prietenie și colaborare româno-croat".
- 1996: Biblioteca Apostolică a Vaticanului aprobă pentru Arhivele Statului român microfilmarea unor documente referitoare la istoria României.
- 2002: Repatrierea rămășițelor pământești ale lui Carol al II-lea și ale ultimei sale soții, Elena Lupescu.
- 2005: YouTube este lansat de un grup de studenți, devenind în cele din urmă cel mai mare site de partajare de videoclipuri din lume și o sursă principală de videoclipuri virale.
- 2018: Are loc un masacru într-un liceu din Parkland, Florida, Statele Unite, în care au decedat 17 persoane și încă 17 au fost rănite. Evenimentul a ajuns să fie cunoscut ca: masacrul de la liceul Marjory Stoneman Douglas.

## Nașteri
- 1545: Lucrezia de' Medici, Ducesă de Ferrara (d. 1561)
- 1614: John Wilkins, episcop englez de Chester (d. 1672)
- 1625: Maria Eufrosina de Zweibrücken, sora regelui  Carol al X-lea al Suediei (d. 1687)
- 1763: Jean Victor Marie Moreau, general francez (d. 1813)
- 1766: Robert Malthus, economist britanic (d. 1834)

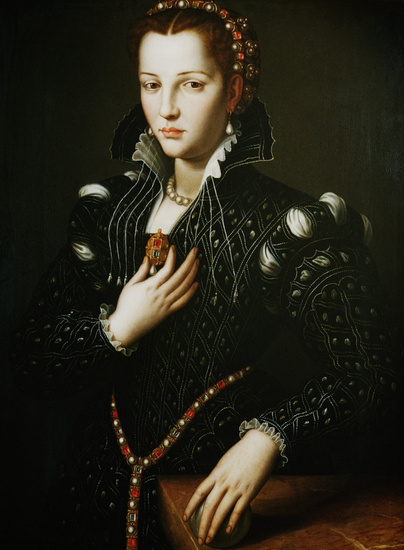
Lucrezia de' Medici, Ducesă de Ferrara
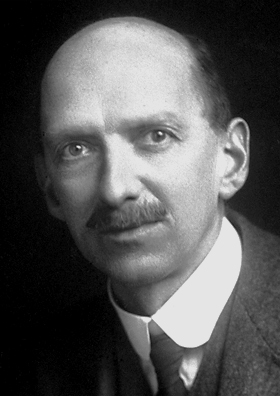
Charles Thomson Rees Wilson, fizician scoțian, laureat Nobel
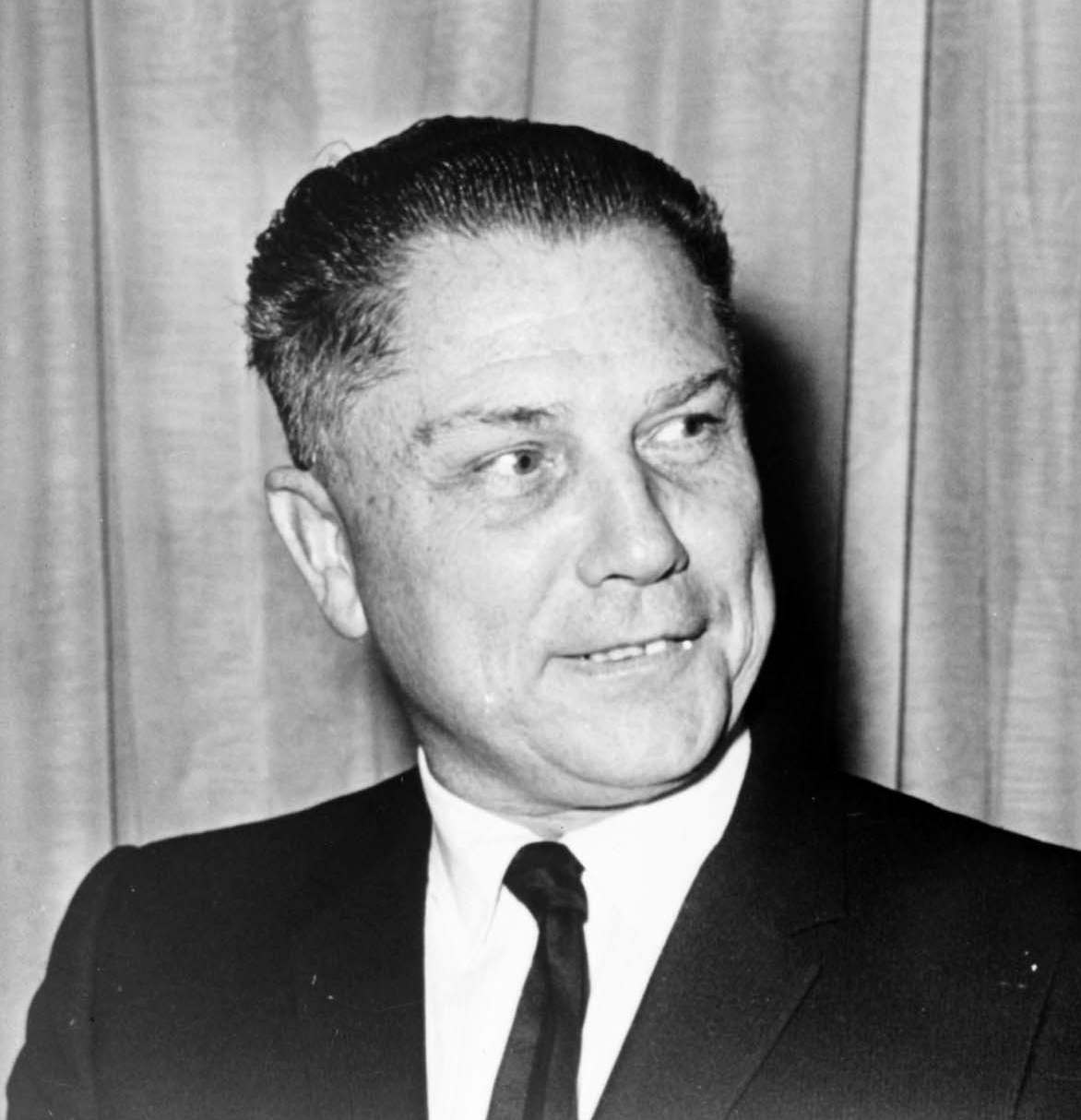
Jimmy Hoffa, lider american de sindicat

- 1847: Maria Pia de Savoia, soția regelui Luís I al Portugaliei (d. 1911)
- 1869: Charles Thomson Rees Wilson, fizician scoțian, laureat Nobel  (d. 1959)
- 1891: Gheorghe Banea, prozator  român (d. 1967)
- 1889: Lucien Fabre, scriitor francez, câștigător al Premiului Goncourt în 1923 (d. 1952)
- 1901: Miltiade Filipescu, paleontolog, academician român (d.  1993)
- 1902: Ion Călugăru, publicist, dramaturg și prozator român (d. 1956)
- 1902: Alexander Abusch, scriitor și funcționar comunist german (d. 1982)
- 1913: Jimmy Hoffa, lider american de sindicat (d. 1975)
- 1920: Albert Barillé, scenarist francez  (d. 2009)
- 1925: Ion Focșa, actor român de teatru și film, regizor (d. 2012)
- 1931: Gheorghe Achiței, eseist și teoretician român
- 1931: Octavian Cotescu, actor român de teatru și film (d.  1985)
- 1931: Margarita Lozano, actriță spaniolă (d. 2022)
- 1935: Grigore Vieru, poet român, membru de onoare al Academiei Române (d. 2009)
- 1936: Anna German, cântăreață poloneză (d. 1982)
- 1937: Dumitru Țepeneag, scriitor român
- 1937: Paraschiv Oprea, dirijor român (d. 2004)
- 1942: Michael Bloomberg, magnat financiar, politician și filantrop american
- 1944: Alan Parker, regizor englez (d. 2020)
- 1945: Mihai Cantuniari, poet român

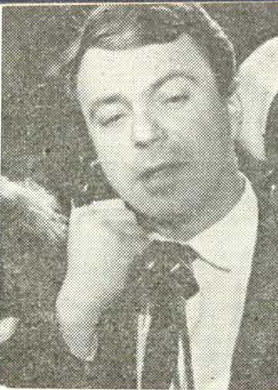
Octavian Cotescu, actor român
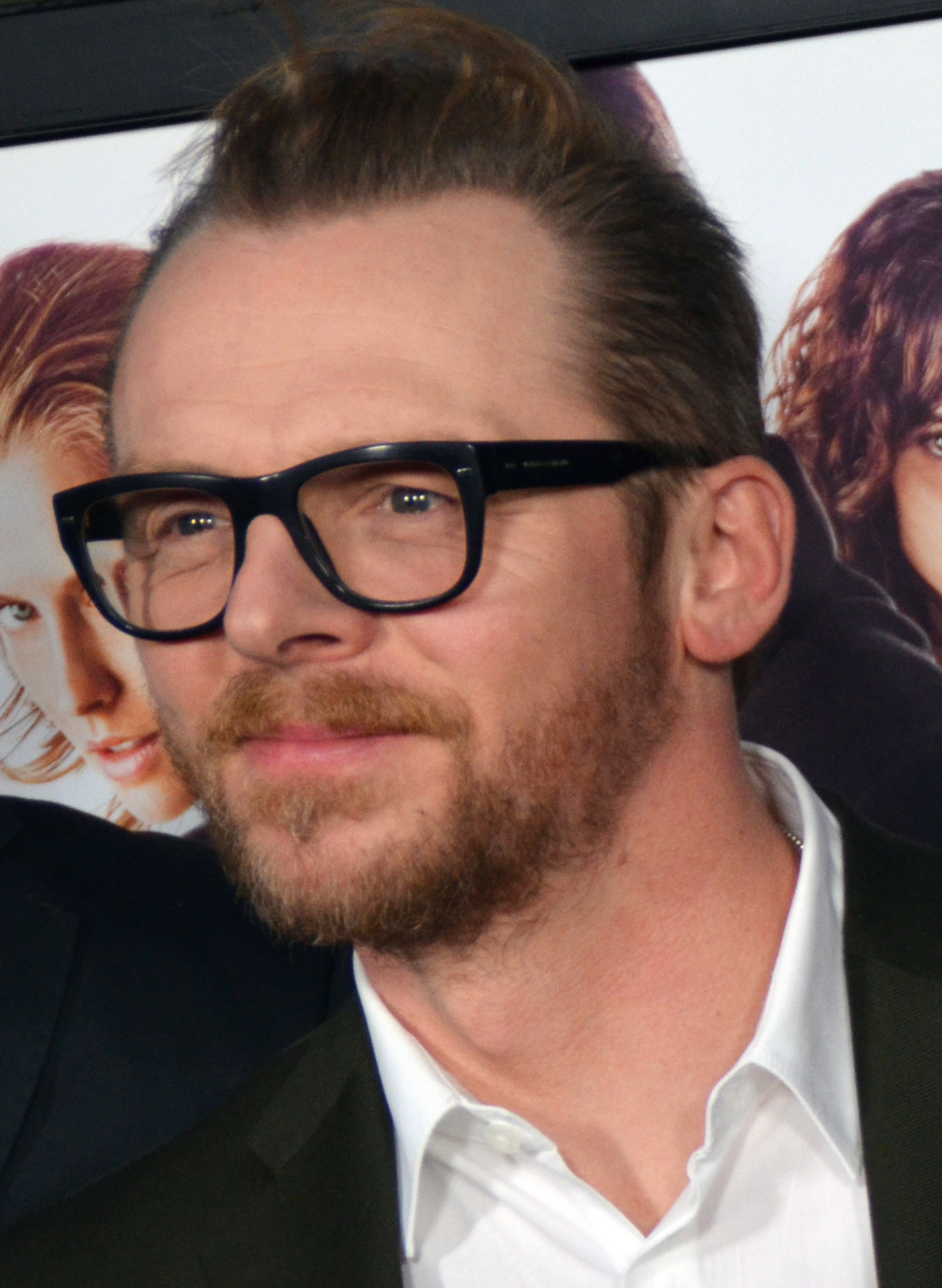
Simon Pegg, actor regizor englez
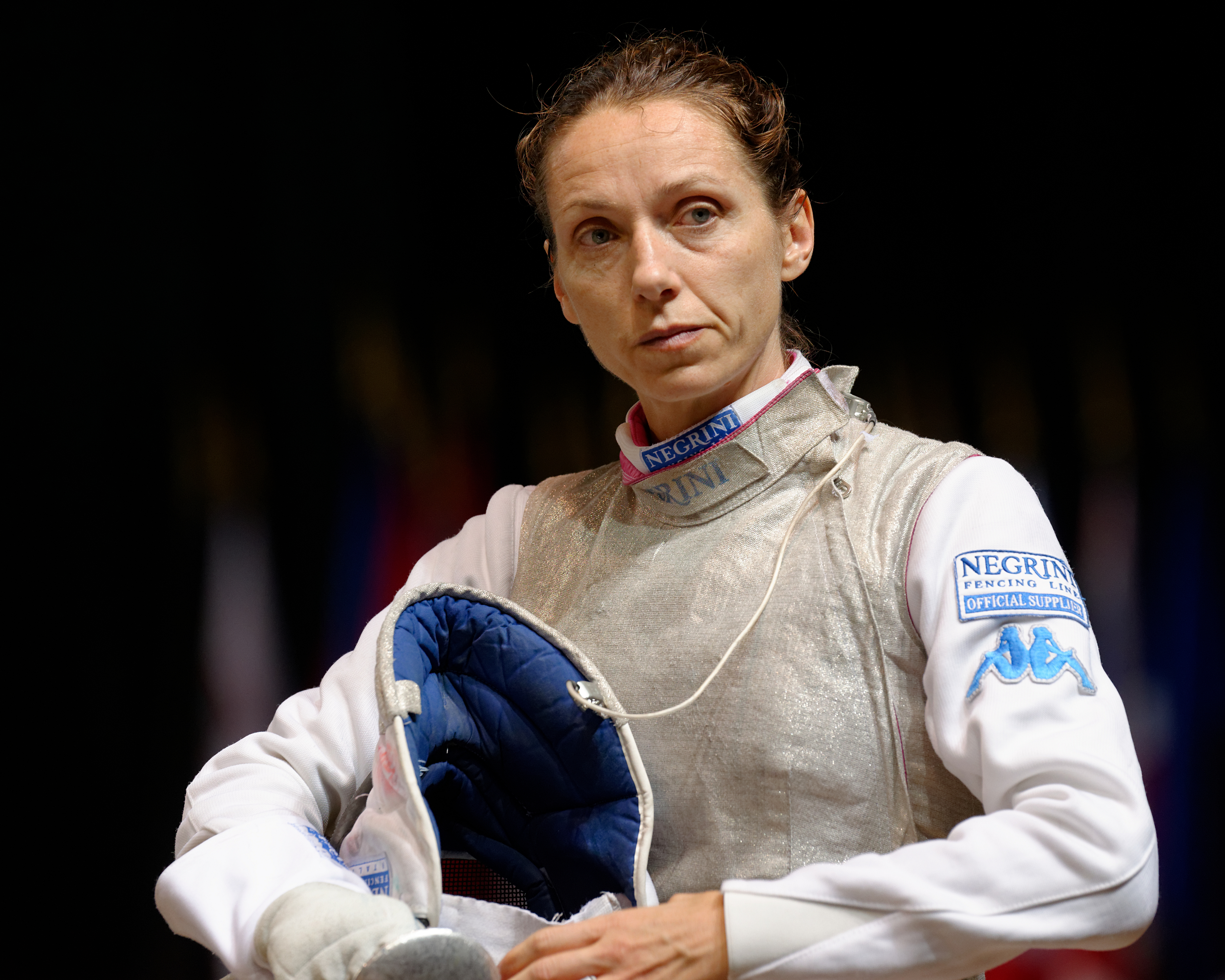
Valentina Vezzali, scrimeră italiană

- 1945: Hans Adam al II-lea, suveranul principatului Liechtenstein (încoronat la 15 august 1990)
- 1946: Gil Dobrică, interpret român de muzică ușoară (d. 2007)
- 1951: Kevin Keegan, jucător și antrenor englez de fotbal
- 1963: Teodor Baconschi, teolog român, fost reprezentant al României la Vatican (1997-2001), secretar de Stat la Ministerul de Externe
- 1963: Alice Barb, actriță și regizoare de teatru română
- 1963: Enrico Colantoni, actor canadian
- 1968: Gheorghe Craioveanu, fotbalist român
- 1970: Simon Pegg, actor, scenarist și regizor englez
- 1971: Gheorghe Mureșan, baschetbalist român
- 1974: Valentina Vezzali, scrimeră italiană
- 1977: Cadel Evans, ciclist australian
- 1983: Sada Jacobson, scrimeră americană
- 1987: Edinson Cavani, fotbalist uruguayan
- 1987: Iulia Saviceva, cântăreață din Rusia
- 1988: Blandine Dancette, handbalistă franceză
- 1988: Ángel Fabián di María Hernández, jucător de fotbal argentinian
- 1989: Killa Fonic, cântăreț român
- 1990: Tamara Bokarić, handbalistă bosniacă
- 1994: Valentina Blažević, handbalistă croată
- 1996: Asuka Fujita, handbalistă japoneză

## Decese
- 0869: Chiril de Salonic, călugăr și misionar, creatorul scrierii chirilice (n. 826)
- 1117: Bertrade de Montfort, soția regelui Filip I al Franței (n. 1070)
- 1317: Margareta a Franței, soția regelui Eduard I al Angliei (n. 1282)
- 1400: Regele Richard al II-lea al Angliei (ucis) (n. 1367)
- 1714: Maria Louisa de Savoia, regină consort a Spaniei (n. 1688)
- 1779: James Cook, navigator englez (n. 1728)
- 1821: Petru Maior, cărturar iluminist, filolog și istoric român, unul dintre corifeii Școlii Ardelene (n. 1761)
- 1861: Francisco Augusto Metrass, pictor portughez (n. 1825)
- 1927: George Cosmovici, compozitor român (n. 1859)

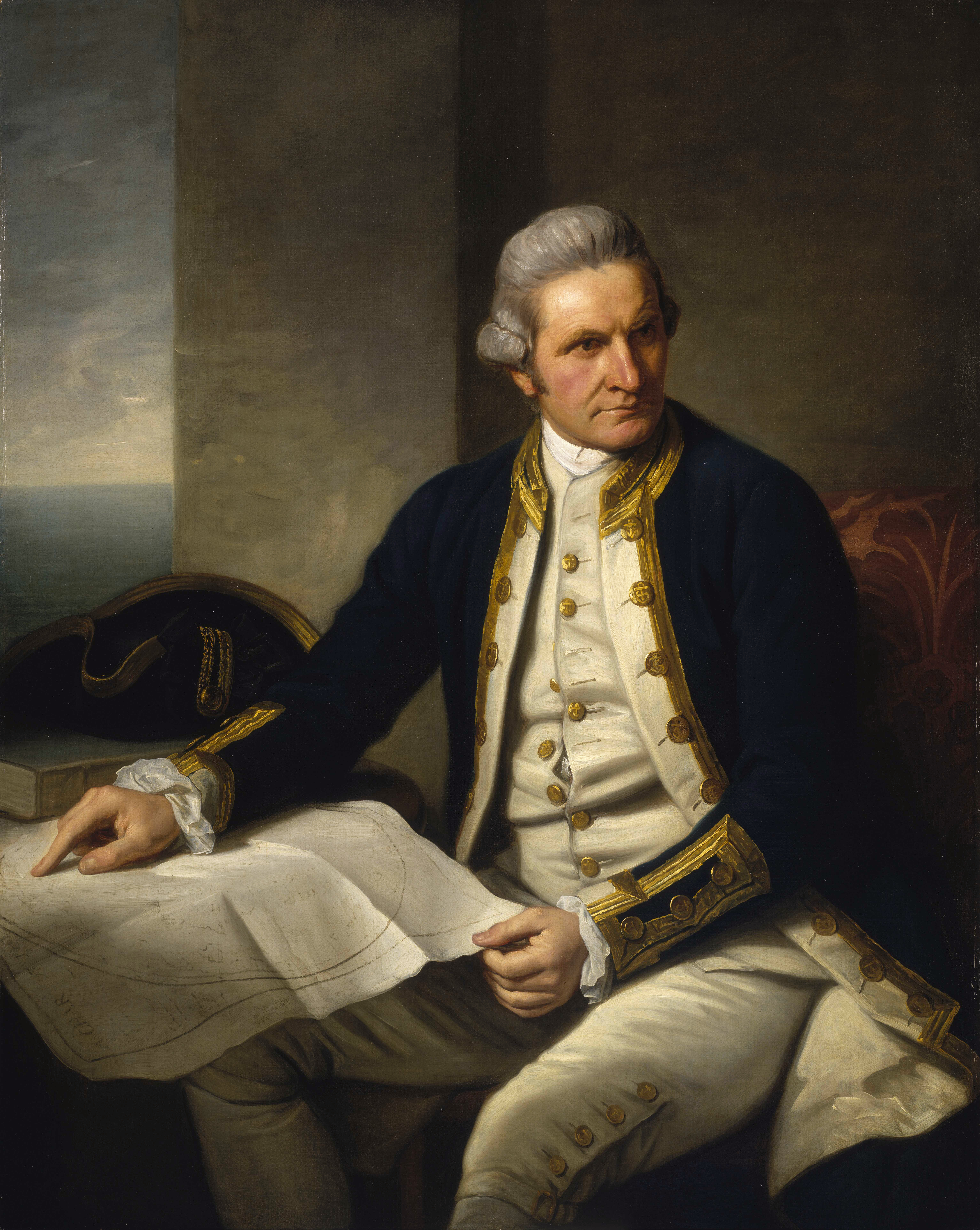
James Cook, navigator englez
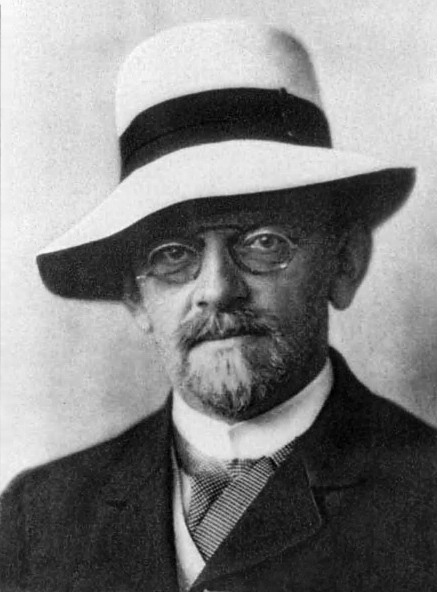
David Hilbert, matematician german
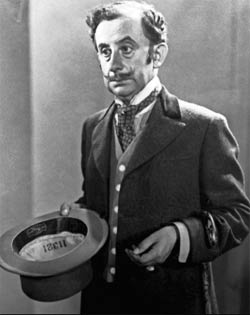
Grigore Vasiliu Birlic, actor român

- 1943: David Hilbert, matematician german (n. 1862)
- 1970: Grigore Vasiliu Birlic, actor român de teatru și film (n. 1905)
- 1976: Oscar Han, sculptor  român (n. 1891)
- 1981: Vasile Maciu, istoric român, membru corespondent al Academiei Române (n. 1904)
- 2002: Domènec Balmanya, fotbalist spaniol (n. 1914)
- 2015: Michele Ferrero, om de afaceri italian (n. 1925)
- 2015: Louis Jourdan, actor francez de film (n. 1921)
- 2020: Decebal Traian Remeș, politician român (n. 1949)
- 2021: Carlos Menem, politician argentinian, președintele Argentinei în perioada 1989-1999 (n. 1930)
- 2021: Ion Mihai Pacepa, fost șef adjunct al DIE și consilier personal al președintelui Nicolae Ceaușescu (n. 1928)
- 2023: Ovidiu Bojor, inventator român, membru al Academiei de Științe Medicale (n. 1924)

## Sărbători
- In calendarul ortodox: Sfintii Cuviosi Auxentiu, Maron si Avraam
- Liechtenstein: Ziua națională a principatului
- În calendarul romano-catolic: Ss. Chiril de Salonic, călugăr și Metodiu, episcop, patroni ai Europei
- Sfantul Valentin {Valentine’s day}